# Pisica sălbatică (film)
Pisica sălbatică (cunoscut și sub denumirea de Pisica de munte, în germană Die Bergkatze) este un film mut german, de comedie romantică, cu tematică farsă, din 1921, regizat de Ernst Lubitsch. A fost filmat la studiourile Tempelhof din Berlin. Orchestra de film Rats & People a prezentat în premieră noua coloană sonoră pentru film la Festivalul Internațional de Film de la St. Louis din 2011.

## Rezumat
Actul I
Comandantul anonim al unei fortărețe izolate de la graniță află că locotenentul Alexis a fost repartizat acolo ca formă de pedeapsă. Vestea stârnește entuziasmul soției și fiicei sale. Între timp, în alt colț al lumii, mulțimi uriașe de femei ies pe străzi pentru a-și lua rămas-bun de la Alexis, alături de o hoardă de copii mici care îl strigă cu afecțiune „tati”.
Actul II
În drum spre noul său post, în timp ce se plimbă cu sania, Alexis este lovit de un bulgăre de zăpadă aruncat de o tânără femeie. Când coboară să investigheze, este înconjurat de o bandă de tâlhari înarmați, oficial conduși de Claudius, dar, în realitate, aflați sub comanda fiicei acestuia, Rischka. Aceasta îl obligă pe Alexis să-și dea jos uniforma, dar el îi sărută mâna cu nonșalanță, sfidând situația. Când unul dintre tâlhari își scoate pumnalul, Rischka intervine și îl lasă pe Alexis să plece nevătămat, deși îmbrăcat doar în lenjeria intimă.
Actul III
Când Alexis ajunge la fortăreață, Lilli, fiica comandantului, este imediat atrasă de el. Comandantul îl trimite pe Alexis, însoțit de o fanfară și un mic detașament de soldați, pentru a-i pedepsi pe tâlhari. Însă, în ciuda superiorității numerice a trupelor, Rischka și banda ei reușesc cu ușurință să îi pună în dificultate. La întoarcerea în fort, comandantul presupune, fără a verifica, că misiunea a fost un succes și, drept recompensă, îi oferă lui Alexis mâna fiicei sale, Lilli. Niciunul dintre soldați nu comentează, iar logodna este celebrată cu mare fast, artificii, muzică, dans și băutură.
Profitând de haosul petrecerii, Rischka pătrunde în fortăreață împreună cu câțiva dintre oamenii ei și începe să jefuiască un dormitor. Acolo, îmbracă o rochie găsită înăuntru, iar bărbații se costumează în uniforme, după care se infiltrează cu toții în petrecere. Alexis o recunoaște pe Rischka și o urmărește până când o prinde într-o cameră. Cei doi se îmbrățișează, dar Alexis ezită - conștiința și simțul datoriei îl determină să decidă că trebuie să o predea. O încuie în cameră pentru a chema soldații, însă Lilli, geloasă, descuie ușa și o alungă pe Rischka înainte ca Alexis să se întoarcă.
Actul IV
Claudius hotărăște că a venit momentul ca fiica sa, Rischka, să se căsătorească. Tâlharii îi reamintesc că a promis această onoare unuia dintre ei, dar când Rischka întreabă cine este alesul, toți, cu excepția lui Pepo, se retrag discret. Rămas singur, Pepo își asumă rolul cu îndrăzneală. La început, Rischka nu îl ia în serios, însă când el o surprinde trântind-o la pământ și trăgând-o de picioare, reacția ei se schimbă. Uimită de gestul neașteptat, îl răsplătește în cele din urmă cu sărutări și se îmbrățișează cu el în zăpadă.
Ca parte a ceremoniei de nuntă, Claudius le leagă încheieturile cu lanțuri. Însă, când Rischka citește în ziar despre logodna dintre Alexis și Lilli, devine melancolică. Observându-i tristețea, Pepo o eliberează fără un cuvânt. Rischka merge în apartamentul lui Alexis. Acesta se arată încântat de vizita ei și merge să se schimbe într-o ținută mai lejeră. Între timp, sosește Lilli. La vederea rivalei, izbucnește în plâns, iar Rischka o consolează, promițându-i că va îndrepta lucrurile, nu fără a-i fura însă colierul.
Când Alexis revine, Rischka se poartă atât de vulgar și nepoliticos încât el se arată dezgustat. Părăsește scena, iar ea se întoarce la Pepo, în timp ce Alexis o întâmpină pe Lilli cu o afecțiune reînnoită.

## Distribuție
- Victor Janson în rolul de comandant al Fortăreței
- Marge Köhler în rolul soției sale
- Edith Meller în rolul fiicei lor, Lilli
- Paul Heidemann în rolul locotenentului Alexis
- Wilhelm Diegelmann în rolul lui Claudius
- Pola Negri în rolul lui Rischka
- Hermann Thimig în rolul lui Pepo, un hoț timid
- Paul Biensfeldt în rolul lui Dafko
- Paul Grätz în rolul lui Zofano
- Max Kronert în rolul lui Masilio
- Erwin Kropp în rolul lui Tripio

## Restaurare
Filmul a fost restaurat în anul 2000 dintr-un negativ original. Intertitlurile s-au pierdut, dar au fost reconstruite din notele de cenzură care au supraviețuit.

## Lansări DVD
Filmul a fost lansat cu intertitluri în germană de către Friedrich-Wilhelm-Murnau-Stiftung și Transit Film GmbH în 2006, în setul de 6 discuri „Ernst Lubitsch Collection”, cu muzică originală compusă de Marco Dalpane și interpretată de Ensemble Playground în 2000. Filmul a fost lansat în SUA de Kino Lorber ca parte a setului Lubitsch in Berlin în 2007, cu intertitluri în engleză. De asemenea, a fost lansat în Marea Britanie de seria Eureka's Masters of Cinema, ca parte a setului Lubitsch in Berlin: Fairy-Tales, Melodramas, and Sex Comedies în 2010, cu intertitluri în germană și subtitrări în engleză.